# Merksplas
Merksplas (dříve též Merxplas) je belgická obec ve vlámském regionu v provincii Antverpy. Obec má rozlohu 44,56 km² a žije zde přibližně 8 600 obyvatel. Dominantou obce je Spetser, což je socha od Krise Druytse, která stojí na náměstí.

## Historie
Od roku 1824 do roku 1993 byla v Merksplasu věznice. V roce 1938 v ní byl zřízen uzavřený židovský internační tábor, ze kterého byli vězni během druhé světové války posíláni do vyhlazovacích táborů. Dnes[kdy?] jsou zde zadržováni nelegální migranti.

## Rodáci
- Martial Van Schelle (1899–1943), sportovec a podnikatel

## Partnerská města
- Grodzisk Wielkopolski, Polsko, 2000
- Hatfield, Spojené království, 2010
- Delligsen, Německo, 2011